# Santana Garrett
Santana Garrett (22 de mayo de 1988) es una luchadora profesional, valet y modelo estadounidense que actualmente trabaja para la WWE como entrenador en el Performance Center.
Garrett es conocida por su trabajo en Total Nonstop Action Wrestling (TNA) bajo el nombre de Brittany, además de sus múltiples apariciones en diferentes empresas como Shine Wrestling, National Wrestling Alliance y World Wonder Ring Stardom.

## Carrera en lucha libre profesional

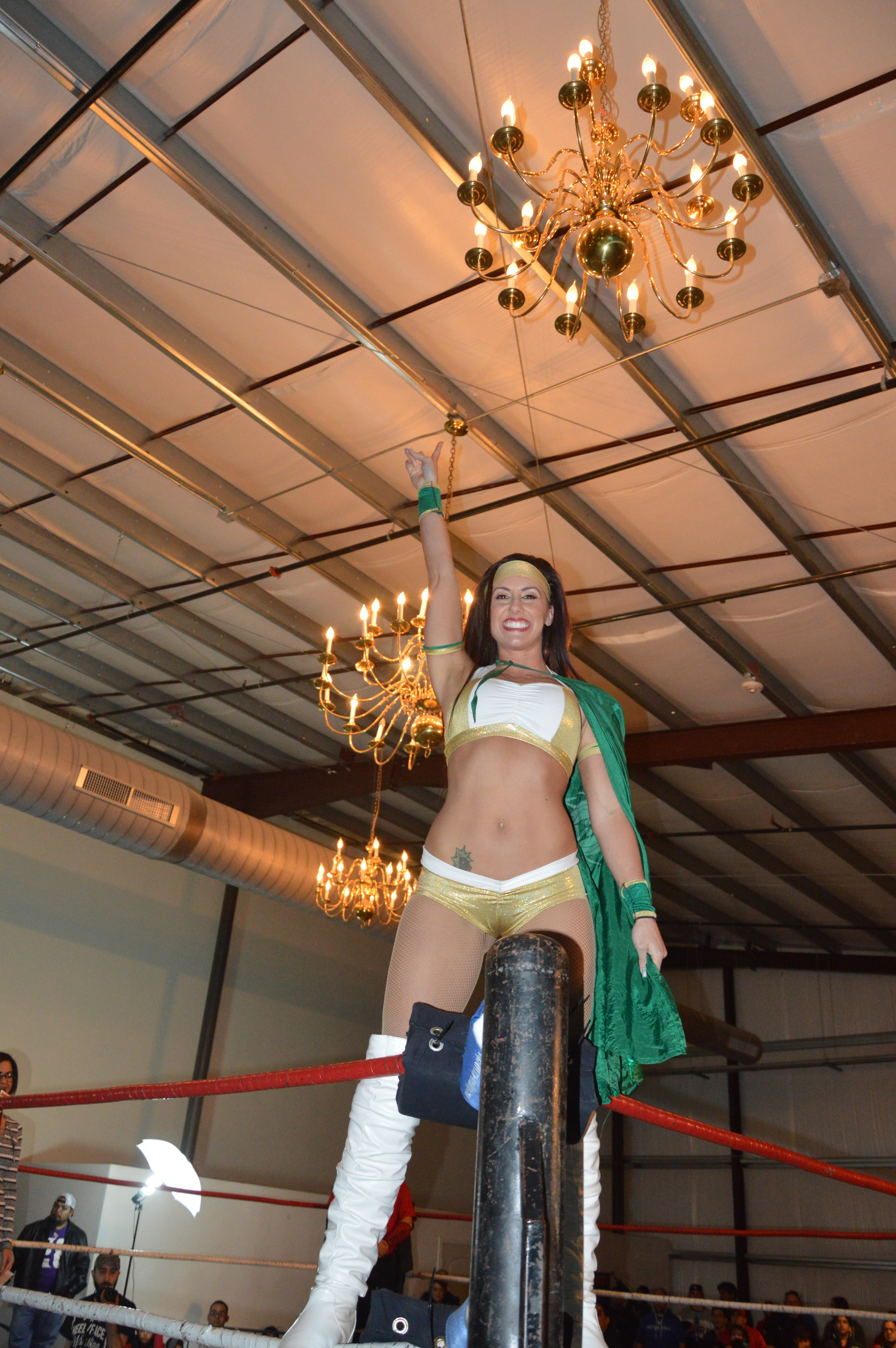
Entrada de Santana Garrett en 2017

### Coastal Championship Wrestling (2009–2014)
Garrett comenzó su carrera en Coastal Championship Wrestling el 27 de noviembre de 2009, donde venció a Kimberly para ganar el Campeonato Femenino de CCW en su lucha debut. Garrett se enfrentó ante Betsy Ruth, Isis The Amazon y Jessika Haze en un Fatal Four-Way Match el 12 de diciembre, donde ella retuvo con éxito el Campeonato Femenino de CCW. Garrett se enfrentó ante Jessika Haze por el título el 13 de febrero y el 15 de mayo, en donde ella salió victoriosa ambas veces. El 3 de abril, Garrett hizo equipo con Nooie Lee para derrotar a  Lucky O’Shea y Maxwell Chicago. El 8 de mayo, Garrett y Nooie Lee derrotaron a Becky Bayless y Mister Saint Laurent. El 12 de junio, Garrett hizo equipo con Sean Waltman para derrotar a Bayless y Saint Laurent.
El 19 de junio, Santana Garrett derrotó a Rosie Lottalove por descalificación para defender con éxito el título. El 24 de julio, Garrett y Nooie Lee derrotaron a Cherry Layne y Mike Reed. El 21 de agosto, Garrett hizo equipo con Leva Bates para derrotar al equipo de Jessika Haze y Rosie Lottalove. Garrett se enfrentó a Jessika Haze el 28 de agosto, en donde ella salió victoriosa. El 2 de octubre, Garrett hizo equipo con JD Amazing en una victoria derrotando a Jason Hanley y Shooter Storm en una lucha de equipos mixtos. Garrett se enfrentó contra Calypso en un combate no titular el 16 de octubre, donde ella salió victoriosa. El 30 de octubre, Garrett y Amazing perdieron ante Luke James y Rich James en una revancha. El 4 de diciembre, Garrett perdió el Campeonato Femenino ante Jessika Haze en un Triple Treat Match también implicando a Calypso. El 26 de marzo, Garrett hizo equipo con Pablo Márquez para derrotar a Jessika Haze y Harry Venis después de que Santana cubrió a Haze, ganando así una oportunidad por el título. El 3 de abril, Garrett se enfrentó a Jessicka Havok por el título, pero no tuvo éxito en capturarlo. Garrett pasó a derrotar a Black Tigress, Danny Demento y Christina Von Eerie para ganar otra oportunidad por el título. El 21 de mayo, Santana Garrett derrotó a Jessicka Havok para ganar el Campeonato Femenino de CCW por segunda vez. Garrett derrotó a Christina Von Eerie en 11 de junio y el 7 de enero, a Aiden Altair el 16 de julio, a Jaime D el 13 de agosto, a Jelena el 20 de agosto y a Wayne Van Dyke el 19 de noviembre. El 27 de mayo, Garrett perdió el título femenino ante Jessicka Havok.
El 11 de febrero, Garrett desafió a Leva Bates por el Campeonato Femenino, pero no tuvo éxito en ganar el título. El 3 de marzo, Garrett se enfrentó a Von Eerie en una lucha en la cual Garrett salió victoriosa. El 5 de mayo, Garrett derrotó a Rain.

### Tour internacional (2010–2019)
Santana Garrett apareció en IWA Mid-South el 26 de marzo de 2010, en donde se enfrentó a Jessika Haze, logrando ganar. Garrett debutó en la World League Wrestling el 23 de abril, donde ella hizo equipo con Eathon Wright y Ryan Drago en una lucha de equipos mixto para enfrentar a Amy Hennig, Mark Sterling y Superstar Steve, donde emergieron victoriosos cuando Garrett cubrió a Hennig. Al día siguiente, Garrett desafió a Hennig por el Campeonato Femenino y ganó por descalificación, permitiendo a Hennig retener. Garrett perdió una revancha posterior por pinfall tres meses más tarde el 17 de julio.
Santana hizo su debut para Pro Wrestling Xtreme el 18 de junio de 2011 en PWX Wrestlewar, donde fue derrotada por la ex Diva de la WWE Jillian Hall en su lucha de vuelta. El 28 de enero, Garrett se enfrentó a Christina Von Eerie en su próxima aparición en Pro Wrestling Xtreme, en donde ella no pudo ganar.
Garrett hizo su debut para Orlando Pro Wrestling el 30 de julio, en donde venció a Chasyn Rance. El 27 de agosto, Garrett se enfrentó a Wayne Van Dyke, en donde Garrett salió victoriosa. El 2 de septiembre, Santana Garrett derrotó a Chasyn Rance en una revancha. El 14 de octubre, Garrett hizo equipo con Chasyn Rance para derrotar a Cherry Layne y Mike Reed en una lucha de equipos mixtos.
Garrett hizo su debut para Southern Championship Wrestling el 4 de junio, donde venció a The DTW Ninja. Garrett se enfrentó a Leva Bates por el Campeonato Femenino de SCW el 21 de julio, donde venció con éxito a Bates para ganar el título. En un evento de Southern Championship Wrestling, Garrett derrotó a Chasyn Rance para convertirse en la primera mujer en ganar el Campeonato Peso Crucero de la Florida.
Garrett hizo su debut para Shimmer Women Athletes el 27 de septiembre de 2012 en Volume 50, donde ella compitió contra Mercedes Martínez en una derrota. En Volume 51, Garrett fue derrotada por Melanie Cruise. Garrett se enfrentó ante Miss Natural el 14 de abril en Volume 54, donde Garrett salió victoriosa. En el siguiente episodio de Shimmer, Garrett hizo equipo con Heidi Lovelace en una derrota ante el equipo de Jessicka Havok y Sassy Stephie. Garrett se enfrentó a Miss Natural en Volume 54, donde ella salió victoriosa. Garrett se enfrentó a Rhia O'Reilly en Volume 57, donde ella salió victoriosa de nuevo.
En 2013, Garrett recibió una lucha de prueba en Ohio Valley Wrestling en la edición del 18 de septiembre de OVW Episode 735 en la cual se enfrentó a la Campeona Femenina de OVW Taeler Hendrix, que ella no pudo ganar. En septiembre de 2013, Garrett recibió una lucha de prueba en el territorio de desarrollo de WWE, NXT Wrestling, en las grabaciones del 13 de septiembre de 2013, que fueron transmitidas el 9 de octubre, en donde se enfrentó a Charlotte acompañada por Bayley, siendo derrotada.
Garrett hizo su debut para Absolute Intense Wrestling en el evento Girls Night Out 9 el 6 de octubre, perdiendo ante Jenny Rose y la noche siguiente en el evento Girls Night Out 10 ella perdió ante Kimber Lee.
Garrett firmó con la promoción Women of Wrestling de David McLane en 2013. Debutó en WOW! Pandemonium Tour 2013, junto con su compañera recién llegada a WOW Amber O'Neal para formar el equipo The All-American Girls. El par luego exitosamente desafió y derrotó a Caged Heat por el Campeonato en Parejas de WOW, terminando así el notable reinado de 10 años de Caged Heat.

### Total Nonstop Action Wrestling (2010)
Santana hizo su debut para Total Nonstop Action Wrestling (TNA) en la edición del 29 de marzo de 2010 de Impact!, junto con el redebutante Orlando Jordan cuando éste debutó un nuevo look y comenzó un angle bisexual. En la edición del 3 de mayo de Impact!, Garrett junto a Jordan estrenaron su nuevo segmento de entrevistas, O-Zone, durante el cual Orlando atacó y comenzó un feudo con el Campeón Global Rob Terry. En Sacrifice Jordan desafió a Terry por el Campeonato Global, pero no tuvo éxito. El siguiente jueves en Impact!, Jordan anotó una victoria no titular sobre Terry, tras capitalizar en que Terry estaba lastimado de la rodilla, que se había lesionado en Sacrifice. El feudo de Jordan con Terry llegó a su fin en la edición del 3 de junio de Impact!, cuando el campeón Global lo cubrió en una lucha de equipos, donde él hizo equipo con Desmond Wolfe y Terry con Abyss, la cual también fue la última aparición de Garrett en la TNA durante ese período.

### Shine Wrestling (2012–2019)
Santana hizo su debut para la nueva promoción de lucha libre femenina, Shine Wrestling el 20 de julio de 2012 en Ybor City, Florida, donde ella se enfrentó a Tina San Antonio, logrando ganar. El 17 de agosto en el evento Shine 2, Garrett fue derrotada por Rain. Garrett enfrentó a Siena Duvall en una lucha en el evento Shine 3 el 21 de septiembre, donde Garrett salió victoriosa. Garrett enfrentó a Mercedes Martínez el 19 de octubre en el evento Shine 4, siendo derrotada. En los siguientes eventos de Shine, Garrett derrotó a las luchadoras de OVW Jessie Belle, Nikki St. John, Sojourner Bolt y su compañera luchadora de Shine Leah Von Dutch. Garrett compitió en el torneo por el Campeonato de Shine, derrotando a Kimberly en la lucha clasificatoria. Garrett se enfrentó ante Brandi Wine el 25 de agosto en el evento Shine 12, que terminó en un empate después de una interferencia por Malia Hosaka. Tras la lucha, Garrett hizo equipo con su compañera Amber O'Neal para lograr derrotar a Brandi Wine y Malia Hosaka, cuando Santana cubrió a Wine. El 28 de septiembre, en Shine 13, The American Sweethearts se enfrentaron ante The S-N-S Express (Jessie Belle Smothers y Sassy Stephie), pero perdieron cuando Stephie cubrió a O'Neal. El 13 de diciembre en Shine 15, Santana y Amber O'Neal perdieron ante The S-N-S Express y debido a la estipulación de la lucha se vieron obligadas a disolverse.

### Total Nonstop Action Wrestling (2014)
El 27 de enero de 2014 fue anunciado por el promotor de Shine Wrestling, Sal Hamaoui, que Garrett había firmado un contrato con TNA, que más tarde fue confirmado por Pro Wrestling Insider el 14 de febrero. A mediados de marzo, durante una entrevista con Impact Wrestling, fue revelado que Garrett usaría el nombre de Brittany.
Brittany hizo su debut en el ring como una face en el episodio del 13 de marzo de Impact Wrestling, derrotando a Gail Kim después de una falla de comunicación entre Kim y su enforcer Lei'D Tapa. Brittany, bajo el gimmick de la fan más grande de la Campeona de Knockouts de la TNA Madison Rayne, compitió junto con Rayne en una lucha de equipos contra The Beautiful People (Angelina Love & Velvet Sky). En el episodio del 10 de abril de Impact Wrestling, Brittany compitió en un Four-Way Match para determinar a la próxima retadora número uno al Campeonato de Knockouts de Rayne, que sería ganado por Angelina Love. Brittany y Rayne nuevamente compitieron contra The Beautiful People, pero esta vez en un Elimination Evening Gown Match en el episodio del 8 de mayo de Impact Wrestling, que ganó The Beautiful People. En el episodio del 22 de mayo de Impact Wrestling, Brittany recibió su primera oportunidad por el Campeonato de Knockouts de la TNA contra Angelina Love, pero no tuvo éxito en capturar el título. Después de la lucha, The Beautiful People atacarían a Brittany hasta que fue salvada por Gail Kim.
Esto condujo a una lucha de equipos, donde The Beautiful People derrotaron a Kim y Brittany en el episodio del 29 de mayo de Impact Wrestling. Después de la lucha, la storyline entre Brittany y Madison se convirtió en un angle lésbico con Brittany declarando que estaba enamorada de Rayne, lo que la hizo sentir incómoda. Brittany hizo su aparición durante la revancha de Rayne por el Campeonato de Knockouts de la TNA contra Love en el episodio del 5 de junio de Impact Wrestling. Rayne perdería la lucha después de una distracción de Velvet Sky, con Brittany estando parada ahí. En el episodio del 3 de julio de Impact Wrestling, Brittany se volvió heel después de atacar a Rayne y jurar destruirla. En el episodio del 10 de julio de Impact Wrestling, Brittany desafió una vez más por el Campeonato de Knockouts en un Four-Way Match, sin éxito. El feudo entre Brittany y Rayne culminó en un No Count-Out, No Disqualification Match en el episodio del 17 de julio de Impact Wrestling, donde ganó Rayne, continuando la racha de derrotas de Brittany desde su lucha debut.
Después de terminado su feudo con Rayne, Brittany fue trasladada a una storyline con Samuel Shaw a mediados de septiembre, donde comenzó a mostrar signos de afecto hacia Shaw, similar a los que Shaw había mostrado previamente a Christy Hemme. Esto finalmente resultó en Shaw volviéndose heel en contra de Gunner y aliándose con Brittany. El 5 de diciembre, Garrett anunció que ya no estaba bajo contrato con la TNA.

### World Wonder Ring Stardom (2015–2017)
El 16 de octubre de 2015, Garrett hizo una aparición especial para la promoción japonesa World Wonder Ring Stardom, durante su primer tour en América en Covina, California. Garret formó equipo junto a Melina donde derrotaron a Hudson Envy y Thunder Rosa. 
El 25 de octubre, Garrett hizo su debut japonés para Stardom, donde junto a Hiroyo Matsumoto derrotaron a las "Goddess of Stardom Champions" (Io Shirai y Mayu Iwatani), en un combate no titular. El 8 de noviembre, Garrett y Matsumoto fueron parte del 2015 Goddesses of Stardom Tag Tournament, donde llegaron a la final, antes de perder ante Shirai e Iwatani, en un combate donde fueron disputados los Goddess of Stardom Championship. 
El 15 de noviembre, Garrett defendió exitosamente el NWA World Women's Championship en contra de Holidead, que marcó la primera vez en 36 años que el título había sido defendido en Japón. El 23 de noviembre, Garrett derrotó a Io Shirai en una doble pelea titular para retener el NWA World Women's Championship y ganar el Wonder of Stardom Championship. Luego de nueve defensas exitosas, Garrett perdió el título ante Kairi Hojo el 15 de mayo de 2016. El 21 de mayo, Garrett fue parte del torneo para inaugurar el SWA World Champion, donde ella fue derrotada por Toni Storm en las semifinales.

### WWE

#### NXT (2013, 2016, 2017, 2019-2021)
En septiembre de 2013, Garrett recibió una prueba con la WWE en su territorio de desarrollo NXT, su lucha fue emitida el 9 de octubre donde enfrentó a Charlotte Flair, sin embargo salió derrotada.
En el 2016, aunque no había firmado para la WWE, Garrett hizo otras tres apariciones para NXT, siendo derrotada por Asuka, Emma y Billie Kay.
El 13 de julio de 2017, Garrett regresó como parte del Mae Young Classic, sin embargo sería derrotada en la primera ronda por Piper Niven. El 11 de septiembre formó equipo con Marti Bell y Sarah Logan, siendo derrotadas por Jazzy Gabert, Tessa Blanchard y Kay Lee Ray.
A mediados de agosto de 2019, se anunció que Garrett había firmado oficialmente un contrato e informará al Performance Center antes de que aparezca en la compañía de desarrollo NXT.
En el NXT del 15 de enero se enfrentó a Bianca Belair, Candice LeRae, Kacy Catanzaro, Mercedes Martínez, Io Shirai, Mia Yim, Xia Li, Tegan Nox, Shotzi Blackheart, Vanessa Borne, Kayden Carter, Chelsea Green, Shayna Baszler, MJ Jenkins, Catalina, Deonna Purrazzo & Jessi Kamea en una Battle Royal Match por una oportunidad al Campeonato Femenino de NXT de Rhea Ripley en NXT TakeOver: Portland, sin embargo perdió.
En Royal Rumble, participó en la Women's Royal Rumble Match, ingresando de #12, sin embargo fue eliminada por Rhea Ripley durando 4 minutos y 32 segundos.
El 2 de junio de 2021, se informó que fue liberada de su contrato con la WWE.

### All Elite Wrestling (2021)
Santana Garrett hizo su debut en AEW en un esfuerzo fallido contra Diamante en AEW Dark. Garrett se enfrentó a Tay Conti en un esfuerzo fallido en el especial de Buy-In para AEW Rampage. Esta fue una revancha de sus días en NXT, donde Conti derrotó previamente a Garrett. Garrett regresó a AEW Dark y sufrió otra derrota, esta vez siendo contra The Bunny. En el episodio del 12 de noviembre de 2021 de AEW Rampage, fue derrotada por Jade Cargill.

### Regreso a WWE (2022-presente)
El 29 de agosto de 2022, WWE volvió a contratar a Santana como entrenadora del Performance Center.

## Vida personal
Garrett tiene dos hermanas y cinco hermanos. Garrett ha declarado: "Mi papá me enseñó mucho sobre el negocio cuando yo crecía. Él solía luchar en St. Louis y en otros territorios, y sabía que quería ser una luchadora también". Ella es una luchadora profesional de segunda generación, con su padre, Kenny Garrett habiendo trabajado como "TNT" Kenny G. Ella anteriormente vivía en St. Louis, pero regresó a Ocala, Florida en 2010, donde el también luchador Larry Zbyszko reside. Sus luchadoras favoritas son Sable, Tara y Trish Stratus.

## En Lucha
- Movimientos Finales
  - Shining Star Press[2] (Handspring moonsault)[5][2][9][10][29][49]
- Movimientos de Firma
  - Bulldog, a veces en el costado del ring[11][49][50][51]
  - Crossface chickenwing[52]
  - Headbutt
  - Enzuigiri[26][50]
  - Handspring back elbow[11][52][53]
  - Jackknife pin[52]
  - Modified octopus stretch[49]
  - Roll-up[11][33][49][52]
  - Russian legsweep[12][33][49][50][52]
  - Snapmare seguido de un running big boot en el pecho del oponente[12]
  - Springboard arm drag[49][50]
  - Superkick
- Con Amber O'Neal
  - Movimientos de Firma en Equipo
    - Double snapmare seguido de un double shoot kick[50][53]
- Apodos
  - "The Next Big Thing"[2]
  - "The Midwest Sweetheart"[2][3][1]
- Luchadores dirgidos
  - Samuel Shaw
  - Orlando Jordan[54]
- Temas de Entrada
  - "A Reign That Never Ends" de Dale Oliver (TNA; 2014)[55]
  - "Firefly" de CFO$ (NXT / TNA; 22 de enero de 2016–presente)
  - "Creepy" de Dale Oliver[56] (TNA)

## Campeonatos y logros
- American Pro Wrestling Alliance
  - APWA Mason Dixon Women's Championship (1 vez)[3][2]

- Belleview Pro Wrestling
  - BPW Tag Team Championship (1 vez, actual) – con Chasyn Rance[57]

- Coastal Championship Wrestling
  - CCW Ladies Championship (2 veces)[3][5]

- National Wrestling Alliance
  - NWA World Women's Championship (1 vez)[58]

- Ring Warriors
  - Ring Warriors Battling Bombshells Championship (1 vez, actual)[59]

- Shine Wrestling
  - Shine Championship (1 vez )

- Southern Championship Wrestling
  - SCW Florida Cruiserweight Champion (1 vez)[3][7]
  - SCW Women's Championship (1 vez, actual)[3][2][5]

- Wrestling Superstar
  - Wrestling Superstar Women's Championship (1 vez)

- Women of Wrestling
  - WOW Tag Team Championship (1 vez) – con Amber O'Neal[3][2]

- World Wonder Ring Stardom
  - Wonder of Stardom Championship (1 vez)
  - International Grand Prix (2016)

- USA Pro Wrestling
  - USPW Women's Championship (1 vez)[3][5]

- USA Wrestling Alliance
  - USWA Women's Championship (1 vez)[3][5]

- Cauliflower Alley Club
  - Future Legend Award (2014)[48]

- Pro Wrestling Illustrated
  - PWI situó a Santana en el #45 de las 50 mejores luchadoras femeninas en el PWI Female 50 en 2013[60]